# Jair Xavier de Brito
Jair Xavier de Brito, mais conhecido como Jajá (Salvador, 7 de setembro de 1974), é um ex-futebolista brasileiro que atuava como atacante.

## Títulos
Caxias
- Campeonato Gaúcho: 2000

Santo André, Juventus e Botafogo
- Campeão da Série A2

Paysandu
- Copa Norte: 2002
- Campeonato Paraense: 2002
- Copa dos Campeões: 2002[1]